# Myrmeleon contractus
Myrmeleon contractus är en insektsart som beskrevs av Walker 1860. Myrmeleon contractus ingår i släktet Myrmeleon och familjen myrlejonsländor. Inga underarter finns listade i Catalogue of Life.